# 维克托·佩纳尔贝
维克托·佩纳尔贝（葡萄牙語：Victor Penalber，1990年5月22日—），巴西男子柔道运动员，2015年泛美运动会男子81公斤级铜牌得主、2015年世界柔道锦标赛男子81公斤级铜牌得主、2017年世界柔道锦标赛混合团体银牌得主。妹妹Giullia是摔跤运动员。
他曾在2008年被查出禁药呋塞米呈阳性而遭禁赛两年。他于2021年退役，之后成为教练。